# Bandy i Lettland
Organiserad bandy i vad som i dag är Lettland startade i Riga 1911. 1920-1933 spelades lettiska mästerskap i det då självständiga Lettland. Varje år vann någon av fyra olika klubbar från Riga. I början spelade man efter de ryska reglerna, med bara nio spelare per lag och lägre målburar. I december 1926 beslutade man sig för att övergå till de skandinaviska reglerna.
Bandy återupptogs i Lettland då republiken var en del av det dåvarande Sovjetunionen. Klubben ODO Riga kom tvåa i sovjetiska mästerskapet 1953.
Sedan har intresset minskat kraftigt. I början av 2000-talet började bandy på organiserad nivå växa igen i Lettland. Den 24 januari 2006 bildades det lettiska bandyförbundet. Lettland gick med i världsbandyförbundet "Federation of International Bandy" 2006. Lettlands herrlandslag i bandy spelade första VM 2007. En rysk affärsman som var på plats vid mästerskapet skulle hjälpa till med att skapa en bandyskola i Riga och att bygga en konstfrusen bana. Åtminstone banan blev aldrig av.